# Departamento de Chuquisaca
El departamento de Chuquisaca es uno de los nueve departamentos en que se divide Bolivia. Su capital es la ciudad de Sucre, que además es la capital de Bolivia y sede del poder judicial. Está ubicado en el centrosur del país, limitando al norte con el departamento de Cochabamba, al este con el departamento de Santa Cruz y Paraguay, al sur con el departamento de Tarija y al oeste con el departamento de Potosí. Con 51 524 km² es el segundo departamento menos extenso, por delante del departamento de Tarija.
El departamento cuenta con una población de 600 132 habitantes (según el Censo INE 2024). En cuanto a su posición demográfica a nivel nacional, la población del departamento representa al 5.3 % de Bolivia. Administrativamente el departamento de Chuquisaca se encuentra conformado por 10 provincias, que a la vez, estas se encuentran divididas en 29 municipios. El municipio de Sucre es el más poblado con una población de 261 201 habitantes, concentrando al 44.93 % del total de la población departamental. 
Según datos oficiales del Instituto Nacional de Estadística de Bolivia, en 2016 la economía de todo el Departamento de Chuquisaca (producto interno bruto) alcanzó los 1707 millones de dólares, con lo cual llega a representar al 5.01 % de la  Economía Total de Bolivia (34 053 millones de US$). En cuanto al ingreso por habitante (PIB per cápita), el departamento cerró el año 2016 con  US$ 2772 dólares en promedio por cada chuquisaqueño.

## Toponimia
Se presumía anteriormente que venía del protoquechua: chuqi = pepitas de oro; chaqa = manto mineralizado; pero, debido a que las etnias yampara, cara-cara y los denominados “charcas”, tenían como idioma primario el puquina, sería de este idioma la toponimia de Chuquisaca, cual viene de “Chuquiochata” que significa “hijo del cerro”, originario de la lengua puquina de los yamparas, chu = su, quio = hijo, chata = cerro, dando a lugar: “[su] hijo del cerro”; se le puso ese denominativo por sus imponentes dos cerros que tiene enfrente. Los quechuas o incas lo cambiaron —por la pronunciación— a “Choquechaca” o “Chokechaka“, finalmente los hispanos decidieron nombrarla “Chuquisaca”.
Los nombres de los cerros de la ciudad de Sucre «Sica Sica» y «Churuquella» también son derivados del idioma puquina, sicsa significa "saber", repetido dos veces “Sicsa-Sicsa” llega a ser “gran saber”; churu significa "rayo" y, quilla significa "pensar"; unidas ambas palabras “Churu-Quilla”, significa “memoria del rayo”, porque el rayo representaba una gran deidad puquina.

## Historia

### Época prehispánica

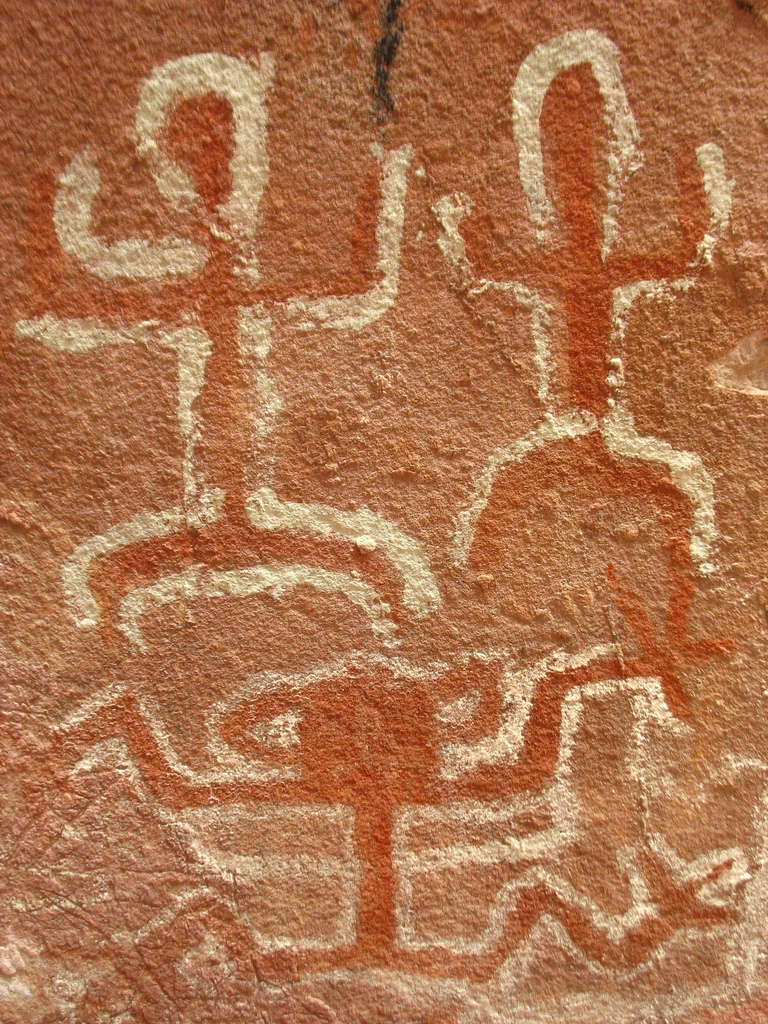
Pinturas rupestres de Incamachay (detalle).

Esta región estuvo habitada por la cultura más antigua de Chuquisaca llamada Mojocoyas, quienes luego mixogenizados serían los Yamparaes, quienes junto a los Chiriguanos, ambos indios de arco y flecha, poblarían casi la totalidad del departamento. Se dice que estas dos culturas tenían un rivalidad territorial, pero estudios recientes también confirman la alianza de estos beneficiándose mutuamente. 
Los chiriguanos, eran parte de la etnia Chané, que fue absorbida por los Guaraníes, etnia nómada que se expandió por todo el Chaco, hasta llegar a los valles de los Yamparaes y posteriormente los Charcas, a quienes acosaban con frecuentes incursiones, resistiéndose hasta el final ser sometida por toda la tanda de colonizadores sucesivos desde los Incas hasta los europeos. Fueron los incas quienes les dieron el despectivo mote de Chiriguanos, pero ellos se denominan a sí mismos como los “ava guaraní” (“la gente” o “los hombres”).
También cabe resaltar la presencia de 3 de las 7 naciones Charcas, en lugares específicos como: en los valles del extremo noroeste (Sucre) (Qhara Qhara y Charkas), en las pampas y valles de los Cintis (Qhara Qhara y Chichas). 
Los Charchas fueron colonizados por los guerreros del Imperio Inca a mediados del siglo XIV, similar paso con los Yamparaes quienes se aliaron con el imperio Inca para lograr detener el avance de los Chiriguanos. Con el pasar del tiempo tanto los Charcas como los Yamparaes terminaron adoptando el idioma quechua hasta la actualidad.
Gracias a excavaciones arqueológicas en los alrededores de la ciudad de Sucre, se ha llegado a conocer el pasado prehistórico de la región (fósiles de Cal Orcko), con vestigios de asentamientos humanos de hasta diez milenios antes de Cristo (excavaciones de Quila Quila, Maragua y Punuilla), aunque sin una cultura floreciente que haya dejado rastros. 

### Época hispánica
La Villa de La Plata recibió del Rey de España y Emperador del Sacro Imperio Romano Germánico, Carlos V, el rango de ciudad, que le fue dado por cédula real en 1555. Para entonces, ya era una próspera villa con un obispado (luego Arzobispado desde 1609) y el tribunal judicial. Unos años después, Carlos V decidió organizar el desorden administrativo de sus colonias, que no tenían más autoridad que las del arbitrio de cada conquistador y de la lejana Lima, cuando se acordaban. Creó, entonces, la Real Audiencia de Charcas el 18 de septiembre de 1559, poniéndolo bajo jurisdicción de la Audiencia de los Reyes del Virreinato de Lima. Sería el segundo tribunal de más alta instancia, pues para apelar más arriba se debía ir a las Consejo de Indias en Sevilla. La Audiencia debía componerse de cinco oidores y un presidente, y empezó a funcionar de manera oficial desde 1561, siendo el primer presidente don Pedro Ramírez de Quiñones, y los oidores sólo tres: Juan Matienzo, Pedro López de Haro y un licenciado de apellido Recalde.
Pronto empezó a adquirir fama como centro educativo al crearse la Real y Pontificia Universidad de San Francisco Xavier en 1624. Los padres de la Compañía de Jesús la crearon en marzo de ese año, nombrándola en honor a uno de sus miembros canonizados, el jesuita san Francisco Xavier, en un terreno que hoy es la acera norte de la Plaza Mayor, donde construyeron el Aula Magna en el recinto que ahora ocupa la Casa de la Libertad. Solamente se enseñaban las carreras de rigor en la época, como ser Leyes, Teología y Medicina, y era muy prestigiosa en todo el continente, recibiendo alumnos de otras colonias en número tal que en un tiempo la proporción de estudiantes era de 1 por cada 20 habitantes.
Mientras España se desangraba en la eterna guerra en Flandes, sus colonias florecían durante todo el siglo XVII hasta alcanzar proporciones que rivalizaban en pujanza con las ciudades europeas. La Audiencia de Charcas se dividió administrativamente en cuatro intendencias: Intendencia de Potosí, Intendencia de La Paz, Intendencia de Chuquisaca e Intendencia de Santa Cruz, en cuyo radio se erigieron las gobernaciones de Moxos y Chiquitos desde 1777, tras expulsar a los jesuitas que administraban las reservaciones indias del oriente. La Intendencia de Chuquisaca, nombre que adoptó a partir de la mala pronunciación de la palabra Choquechaca con que llamaban los indígenas al lugar, se componía de seis partidos: Yamparáez, Tomina, Pilaya y Paspaya, Oruro, Paria y Carangas, en los cuales la economía giraba en torno a la agricultura y la explotación de minerales.
A partir de la crisis de la minería de la plata que afecto a Potosí y La Plata a principios del siglo XVIII, la Audiencia fue perdiendo lustre, siendo escindida del Virreinato de Lima para ser incorporada en 1776 a la jurisdicción del nuevo Virreinato del Río de la Plata, con sede en Buenos Aires. Pese a esto, en 1783 se le dio un estatus bastante autónomo, pues los gobernadores de cada Intendencia decidían solos en cuanto a administración y orden público, incluso en lo militar, con venia del virrey.

### Época revolucionaria
Algunos de los protagonistas de la revolución en Chuquisaca eran graduados de la Universidad San Francisco Xavier, imbuidos de las ideas que se discutían en sus corrillos tras la Revolución Francesa y la independencia norteamericana. Uno de ellos era el abogado Jaime de Zudáñez, el hombre cuyo apresamiento encendió la revuelta popular que se extendería al resto de la Audiencia y acabaría mandando a la historia el dominio español.
Desde 1797, gobernaba en La Plata el presidente de la Audiencia, Ramón García de León y Pizarro, que vivía metido en eternos altercados con los Oidores y la ciudadanía, los que eran con frecuencia ventilados en las calles con panfletos incendiarios. Por entonces, España había sido ocupada por Napoleón, emperador de Francia, quien con la excusa de darles una lección a los rebeldes portugueses, pasó por España y decidió que más valía Madrid y su medio mundo forrado de oro y plata que la árida Lisboa. Dicho y hecho, depuso al rey Carlos IV, y a su hijo Fernando VII lo mantuvo secuestrado, obligándolo a abdicar. Pero el pueblo de España no se quedó a mirar pasar el desfile de los franceses, se rebelaron y en varias ciudades formaron su Junta de gobierno para hacerles la estancia lo menos alegre posible a los galos. Para meter en el baile a sus colonias, la Junta Suprema de España e Indias en Sevilla envió a José Manuel de Goyeneche con el encargo de lograr apoyo de Lima y Buenos Aires para reponer al rey destronado y, de paso, expulsar al francés que Bonaparte les endilgó como nuevo monarca.
Goyeneche pasó antes por Brasil, donde estaba refugiada la realeza lusitana, entre ellos la hermana de Fernando VII y reina regente de Portugal, Carlota Joaquina de Borbón, una infanta exiliada con muchas ganas de reinar en las colonias de su hermano. Ésta le dio al brigadier español unas cartas con semejante sugerencia para los Virreinatos y él, diligente, se las pasó a los colonos de la Audiencia. Que no les hizo la menor gracia, se puede ver por la reacción.
Las famosas cartas hicieron estallar las ya malísimas relaciones entre García Pizarro y la Audiencia, con amenazas de arrestos, insultos a grito pelado en la sala del tribunal, advertencias de excomunión del arzobispo y la muerte por un sofocón del regidor de la Audiencia durante una disputa a voces de por medio. El presidente, junto con Goyeneche y el arzobispo de La Plata, Monseñor Moxó, se declararon partidarios de las pretensiones de Carlota Joaquina, mientras que los Oidores y los doctores en leyes de la ciudad se declararon leales a Fernando VII, rechazando la autoridad de la Junta de Sevilla, y así se lo hicieron saber a los otros tres en un acta donde vapuleaban la idea de anexarse al Brasil, y denunciaban a García Pizarro y al Virrey Santiago de Liniers por traición. El Presidente contraatacó haciendo destruir el acta, pero lo descubrieron y la ruptura de relaciones entre las partes contrincantes tuvo lugar. Tras una larga guerra de pasquines, buena parte escritos por el recién graduado doctor en leyes Bernardo Monteagudo, a García Pizarro le llegó el rumor de que la Audiencia y el Cabildo estaban planeando pedir su renuncia, y decidió adelantarse con la orden de mandar apresar a seis de los más vocingleros cabecillas, que iban a reunirse en casa del oidor José de la Iglesia, pero de alguna manera estos se enteraron a tiempo para fugar, de modo que a la hora de arrestar sólo pudieron echarle las manos encima a Jaime de Zudáñez.
Era un 25 de mayo de 1809, cuando lo llevaron a la cárcel de la corte, pasando por la Plaza Mayor, seguido por una multitud de ciudadanos atraídos por los gritos que profería la hermana de Zudáñez siguiendo al grupo que lo llevaba preso. Pronto la multitud se enteró del hecho y empezó a apedrear la casa de la Audiencia, exigiendo su liberación y la renuncia del Presidente, vociferando “¡Muera el mal gobierno! ¡Viva Fernando VII!”, entre otros gritos menos fuertes que pedían vivas a la idea de una República. Uno de los cabecillas, Lemoine, convenció sable en mano a los curas de la iglesia de San Francisco de dejarle llegar a la campana de su torre, a la que hizo repicar hasta rajarla. Lo mismo se hizo en los campanarios de las demás iglesias, tocando las campanas a rebato para llamar a la ciudadanía, sin que García Pizarro pudiera mover a las tropas para reprimirlos, ya que el oficial al mando se pasó al otro bando y ordenó a los soldados no asomar la nariz a la calle. La multitud le exigía, además, entregar todo el armamento de la guarnición militar de la Audiencia, a lo que García Pizarro cedió; no obstante, se negó a la tercera petición, de entregar el mando político y militar. Ante eso, la ciudadanía le voló la puerta del palacio de la corte a cañonazos. Vencido, Ramón García de León y Pizarro se entregó al día siguiente, el 26 de mayo. Con un Pizarro había empezado la historia de la colonia de Charcas, y con un Pizarro terminaba.
Los revolucionarios le dieron el mando político de la Audiencia al decano de los oidores, José de la Iglesia, y el mando militar al coronel Juan Antonio Álvarez de Arenales. Se organizaron compañías de milicias ciudadanas para la defensa, divididas según oficios de sus integrantes, y comandadas por los hermanos Joaquín y Juan Manuel Lemoine (I de Infantería y III de Plateros), Manuel y Jaime de Zudáñez (II de Académicos y Caballería), Pedro Carvajal (IV de Tejedores), Toribio Salinas (V de Sastres), Manuel de Entrambasaguas (VI de Sombrereros), el hermano de Bernardo, Miguel Monteagudo (VII de Zapateros), Diego Ruiz (VIII de Pintores), Manuel Corcuera (IX de Varios), Manuel de Sotomayor, Mariano Guzmán y Nicolás de Larrazábal (Artillería), así como un cuerpo de origen indígena. Estos salieron al encuentro del intendente gobernador realista de Potosí, Francisco de Paula Sanz, tío por línea ilegítima del rey español, a quien convencieron de volverse tranquilo a su villa sin luchar. Después de esto, enviaron emisarios secretos a las demás Intendencias y a Argentina para fomentar las ideas independentistas, con el disfraz de buscar apoyo para Fernando VII. El más exitoso de los emisarios fue Mariano Michel, quien ayudó a formar el grupo revolucionario de Murillo en La Paz.
Pero el gobernador Sanz dio la alarma en el Virreinato de Lima, desde donde el Virrey José Fernando de Abascal mandó a Goyeneche a reprimir la revuelta en La Paz antes de que contagiara al Perú, mientras que el nuevo Virrey del Río de la Plata, Baltasar Hidalgo de Cisneros, enviaba al general Vicente Nieto contra La Plata. Goyeneche fue exitoso, logrando sofocar la revuelta paceña, tras lo cual los chuquisaqueños decidieron liberar a García Pizarro, condenado por traidor, y aceptar a regañadientes como nuevo Presidente de la Audiencia a Nieto, nombrado por el Virrey, que llegó a la ciudad en diciembre de 1809. Este hizo apresar a todos los oidores rebeldes y cabecillas revolucionarios que pudo cazar, juzgarlos y desterrarlos a Lima para que de ahí los enviaran a cumplir condena bien lejos y evitarse más jaleos, porque en Buenos Aires éstos tenían muchos compañeros de universidad igual de revoltosos, y podían volver a la carga. De esta manera, terminó la revolución de mayo. No obstante, los desterrados no escarmentaron, pues cuando España los amnistió al año siguiente, volvieron a la lucha, entre ellos Arenales y Monteagudo.
Los argentinos se encargaron de volver a prender la mecha, casualmente también un 25 de mayo, pero de 1810. Al enterarse Sanz y Nieto de que el Virrey había sido botado del cargo y en su lugar gobernaba una junta en Buenos Aires, decidieron separarse de esa jurisdicción y pasar la Audiencia al Virreinato de Lima. Mal les fue a Sanz y a Nieto, que presumía de que sofocaría esta revuelta tan rápido como la de La Plata, pues sus tropas fueron derrotadas por las del primer ejército Expedicionario Auxiliar, que llegaron a tierras potosinas, donde Castelli, el comandante rioplatense, los hizo apresar y condenar a muerte por fusilamiento. Se nombró nuevo presidente de la Audiencia al argentino Juan Martín de Pueyrredón. Desde entonces, las Provincias Unidas del Río de la Plata colaborarían con un total de cuatro Ejércitos Auxiliares al territorio de la Audiencia hasta su emancipación.
Sin embargo, los verdaderos héroes de la independencia serían los guerrilleros de las Republiquetas. Tras la derrota patriota en la batalla de Guaqui en 1811, las ciudades de la Audiencia volvieron a control realista, pero el área rural siguió dándole dolores de cabeza a Goyeneche al crearse las guerrillas que controlaban grandes áreas de territorio y acosaban las capitales. Estas zonas independientes eran conocidas como Republiquetas, y existieron ocho en territorio de la Audiencia. En lo que corresponde a Chuquisaca estaban la Republiqueta de Cinti, al sur, y la Republiqueta de La Laguna, al centro-norte. En esta última harían fama y reputación los esposos Padilla, Manuel Ascencio y Juana. Ella, la hija única de un militar viudo y retirado en sus fincas, era una joven rebelde que se vestía de muchacho y aprendió el manejo del sable con su padre, y se casó con el adinerado Manuel Ascencio Padilla cuatro años antes del comienzo de la revolución, en 1805. Padilla se unió a los ejércitos patriotas argentinos de González Balcarce, combatiendo con el Ejército del Norte y la primera expedición argentina. Tras Guaqui, Goyeneche confiscó las extensas propiedades de los Padilla en Chuquisaca, secuestrando a Juana y sus niños pequeños, mas no a Manuel Ascencio, quien logró escapar y liberar a su familia. Cuando otro ejército auxiliar argentino, esta vez mandado por el general Belgrano, acudió a la Audiencia, Padilla volvió a enrolarse, llevando consigo a diez mil indígenas como tropa, y a Juana con sus niños a cuestas. Ella no se dedicaba a acompañarlo o vendarle las heridas, como se podría pensar, sino que combatía a su lado como un soldado más. Hábil con el sable, participó en varias batallas, como la de Ayohuma en 1813, en la que juntó y lideró un batallón.
Cuando los argentinos se retiraron de nuevo tras otro desastre, los Padilla organizaron la guerrilla de Chuquisaca, con Vicente Camargo liderando la rebelión en Cinti y el cacique guaraní Bacuire primero, y el cacique Cumbay después, haciendo lo propio en la zona del Chaco, con sus temibles divisiones de arqueros chiriguanos, que llegaron incluso a Potosí. Durante 1816, Juana lideró las exitosas campañas contra los realistas en Potosí y El Villar, actos que le valieron que Pueyrredón le diera el rango de teniente coronel y Belgrano un sable ceremonial de mando. El fin le llegaría a su esposo en la batalla de La Laguna, donde ambos se enfrentaron a las tropas de Francisco Javier de Aguilera, y donde ella fue herida. Al tratar de auxiliarla, Manuel Ascencio fue alcanzado, y aunque su esposa logró escapar, a él le dieron muerte cerca de El Villar. Viuda, ella siguió con la lucha en el norte de Argentina, bajo órdenes de Miguel de Güemes, hasta el fin de la guerra. Tristemente, esta admirable mujer, que peleó aun estando embarazada, perdiendo en ello bienes, esposo y cinco hijos, sufrió el destino de tantos otros héroes bolivianos: murió pobre y sola, sin honores, sin que se le restituyeran sus posesiones confiscadas, ni la pensión vitalicia que le fue injustamente retirada en su vejez. Estuvo enterrada en una fosa de indigentes, carente de lápida, hasta que un siglo después la exhumaron y pusieron en una urna en Sucre. El único honor que recibió fue póstumo: Generala del Ejército Argentino, rango concedido en julio del 2009 por la presidenta Kirchner.

### Época republicana
Cuando, tras las decisivas batallas que remataron la ya moribunda Colonia, la nueva nación le ofreció la presidencia a Simón José Antonio de la Santísima Trinidad Bolívar y Palacios, este declinó, pese a lo cual figura honorariamente como padre de la patria. Le ofrecieron, entonces, el puesto al joven Mariscal de Ayacucho, Antonio José de Sucre y Alcalá, que aceptó y se dio con entusiasmo a la tarea de crear la República de Bolívar y dotarla de un sistema político y administrativo que la consolidara como nación independiente. Esto desagradó a Bolívar, quien tenía la idea de unir los cuatro países del antiguo Imperio del Tawantinsuyo, más Venezuela y Colombia, para formar una descomunal Gran Colombia, y se lo reprochó duramente a Sucre en una carta privada. Molesto, el Mariscal desoyó la reprimenda y continuó con su obra hasta 1828, cuando dejó la presidencia.

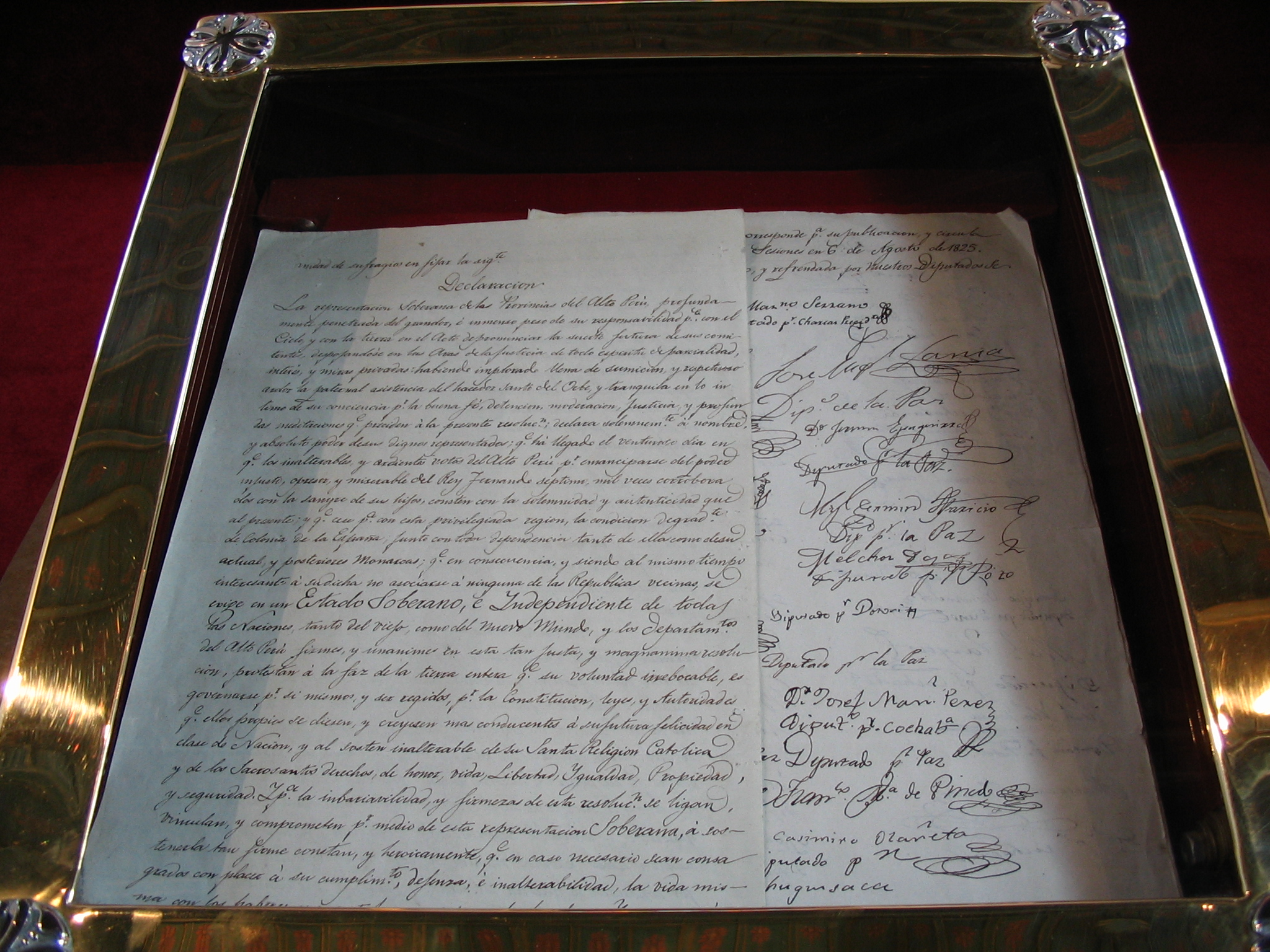
Acta de la Independencia de Bolivia, Casa de la Libertad, Sucre

El nuevo país se fundaría oficialmente en la antigua Aula Magna de la Casa de la Libertad el 6 de agosto de 1825, fecha que le pusieron en honor a la batalla del año anterior en Junín, porque en realidad era el mes de julio cuando se aprestaron en la ahora ciudad de Chuquisaca los representantes de la ex Audiencia, para decidir su destino. Había tres grupos: uno a favor de unirse al Perú, un segundo que se decantaba por el Río de la Plata, y un tercero bando que prefería la independencia. Se impuso la mayoría de esta última facción, con solo dos votos para las otras opciones, con la venia de Sucre y para disgusto de Bolívar, que pidió a este retirarse. Marginado el Mariscal, los charqueños tuvieron su Asamblea Deliberante el 10 de julio del mismo año, con 48 representantes de todas las provincias, de los cuales solamente dos eran veteranos de las batallas independentistas. En ella, redactaron el Acta de Independencia de la República de Bolívar, nombre sugerido por un delegado potosino. El dueño del nombre fue al país a darse un baño de multitudes a fines del año, firme en no aceptar la presidencia que le servían en bandeja, dio a entender que el trabajo le gustaría más a Antonio José de Sucre. De esta forma, su lugarteniente, a duras penas cumpliendo los treinta, llegó a ser el primer presidente y artífice del nuevo estado.
Él fue quien le dio a la nación su primera Constitución Política en 1826, quien organizó las instituciones estatales y adoptó como sistema administrativo el modelo francés de los departamentos en enero de 1826, que en ese tiempo eran solo cinco, y quien, en resumen, trabajó afanosamente en el gobierno hasta casi dejar la piel en la faena cuando, en 1828, los descontentos capitalinos intentaron sacarlo de circulación mediante el expeditivo camino de meterle una bala. El atentado, con móviles mezcla de desavenencias ideológicas y administrativas, celos y resentimientos, y en el que estaban involucrados algunos ilustres como Olañeta y Lemoine, fue fallido, pero dejó al Mariscal herido en un brazo y convencido de que más valía marcharse de ese antro de ingratos. Pese a haber derramado su sangre por la independencia desde que era un mozalbete de quince años, de haber derrotado al último Virrey de América en Ayacucho, y al carácter vitalicio de la presidencia que ejercía, cuando se marchaba de la capital fue abucheado por la población, incidente en el cual, se cuenta, la Coronela Juana Azurduy de Padilla escupió en la cara a uno de los conspiradores, Casimiro Olañeta, para significar su disgusto con el trato que le daban.
Se marchó a Quito, donde formó familia con la marquesa Mariana Carcelén de Solanda y Villarocha (él mismo era bisnieto de un marqués de Flandes, de ahí apellido francés de Sucre), y donde intervino en la guerra entre Colombia y Perú por el dominio de Ecuador, saldada por él a favor de la primera. Sin embargo, también en Colombia sufrió el juego sucio de sus rivales, que mediante tretas le impidieron poder acceder a la presidencia, para luego ser emboscado en un camino solitario de las montañas de Berruecos (Ecuador), donde le dispararon a matar en junio de 1830. Nunca se supo la identidad de sus asesinos con certeza absoluta, aunque el primer sospechoso fue el general Obando y el segundo, el general Flores, rival del Mariscal para el cargo de primer presidente de Ecuador. En todo caso, a partir del 12 de julio de 1839, se decretó oficialmente en la nueva constitución que la Capital Constitucional de la República de Bolivia sería nombrada en su honor. De esta forma, la Choquechaca de los Charcas, La Plata de la Audiencia y la Chuquisaca de la República tendría su cuarto y definitivo nombre: Sucre.

### Chuquisaca a finales de la Edad Moderna
El siguiente presidente fue Andrés de Santa Cruz y Calahumana. Gobernaría durante una década, terminando de finalizar la obra inconclusa de Sucre, y consolidando la estructura de la república con la creación de otros dos departamentos (Tarija y Oruro) para añadir a los ya existentes, además de arrastrar al país a una confederación con el Perú, que le costaría una guerra y el exilio. En su gobierno inauguró la costumbre de residir en La Paz, que seguirían otros presidentes, aunque Sucre seguiría como centro de la vida política en el país, por ser sede de la Asamblea Legislativa, que desde 1826 a 1880 modificaría la constitución un total de diez veces.
Pese a los ideales que habían impulsado los revolucionarios, se mantuvo la estructura social colonial, con el único cambio de que ahora eran los criollos y mestizos de clase alta los situados en el primer lugar de la escala. Se formó una oligarquía de potentados de la plata y el latifundio, que junto con los doctores en leyes, eran quienes detentaron el poder, independientemente de quien se sentara en la siempre inestable silla presidencial, hasta la guerra Federal, también conocida como la guerra civil boliviana. Esta empezaría con la lucha por el poder entre la vieja oligarquía chuquisaqueña, de ideología conservadora, y la flamante oligarquía de nuevos ricos del estaño en La Paz, de ideas liberales. Cuando se expuso la idea de reformar por enésima vez la Constitución, con apenas un poco más de diez años de estrenada la última modificación, ambos bandos se enfrentaron: Chuquisaca favorecía un sistema unitario de gobierno, con todos los poderes en Sucre, mientras La Paz estaba a favor de un sistema federal. En noviembre de 1898, el gobierno del conservador Severo Fernández Alonso firmó la polémica Ley de Radicatoria, que obligaba al presidente a vivir en Sucre y no salir de allí sin permiso expreso del Congreso. Los diputados paceños se retiraron echando pestes, y acto seguido llamaron a mitin en La Paz para proclamarse Gobierno Federal, bajo caudillaje del liberal José Manuel Pando, quien, en otra de las ya habituales ironías históricas bolivianas, era senador por Chuquisaca y había votado a favor de la famosa ley, aunque había nacido en La Paz.
La guerra civil duró un año, con dos enfrentamientos principales en Oruro (las batallas del Primer Crucero y del Segundo Crucero) que ganaron los federalistas, quienes supieron aliarse con los indígenas y aprovechar los desaciertos del mejor equipado ejército Constitucional para hacerse con la victoria final en abril de 1899. El enfrentamiento dejó derramamientos de sangre en ambos lados, por las masacres de chuquisaqueños por aymaras en Ayo Ayo o de indígenas por constitucionalistas en Coro Coro.
Tras su victoria, La Paz se quedó con presidencia y congreso en su territorio, dejándole a Sucre solamente el poder judicial. A partir de entonces, sumando a esto el enclaustramiento que sufrió el país con la derrota en la guerra del Pacífico unos años antes, Chuquisaca entró en decadencia, de la que no se ha recuperado, pues continúa despoblándose con la inmigración de sus habitantes al exterior y al oriente.
Existe un hecho curioso en esta época: la creación del Principado de La Glorieta, el primero y único que existió en la historia de Bolivia, ubicado en tierras aledañas a la capital. Aunque en la Colonia e Independencia, la nobleza española y criolla era numerosa, fueron los esposos Don Francisco Argandoña Revilla y Doña Clotilde Urioste de Argandoña los únicos que alcanzaron el rango de Príncipe y Princesa en 1898, por bula del papa León XIII. El título murió con la Princesa de la Glorieta en 1933, y no hubo continuidad dinástica porque Doña Clotilde Urioste de Argandoña no tuvo hijos.

### Época contemporánea
Un acontecimiento que sacudió al departamento fue la guerra del Chaco en 1932, tomando lugar en la región del Chaco que abarca también los departamentos de Tarija y Santa Cruz. Aunque la guerra se peleó más en el departamento de Tarija, la intervención de los regimientos chuquisaqueños fue valiosa por su conocimiento del ambiente y su adaptabilidad a los imposibles campos de batalla en el desierto, especialmente los naturales de la región de Monteagudo y de la provincia vecina, Luis Calvo. La guerra concluyó en 1935 y con ella una parte del territorio nacional fue tomada por Paraguay.
El fin de este conflicto acabó con la dicotomía Liberales-Republicanos que se turnaban en el gobierno, creándose nuevos partidos y facciones reformistas radicales, como la que llevaría a la Revolución de 1952, una guerra civil que obligó a rehacer la estructura socioeconómica de la achacosa república. Chuquisaca se benefició con las leyes contra los latifundios, tan comunes en la región, y otras más, que no evitaron que volvieran la inestabilidad, cuyo pero punto fueron los gobiernos militares desde los años 1970 hasta los 1980. Tras regresar la democracia, los intentos de los años 1990 por volver a reformar la economía causaron nuevos conflictos, que en Chuquisaca no fueron de consideración, hasta la década presente.

### SigloXXI
Expulsado el presidente Sánchez de Lozada por una revuelta paceña, le sucedió su vicepresidente, Carlos Mesa, quien a su vez tuvo que renunciar. Como manda la constitución, el congreso debía reunirse en Sucre para elegir nuevo presidente, pero indígenas cercaron la ciudad para forzar la renuncia de los Presidentes de Senadores y Diputados, el cruceño Vaca Diez y el tarijeño Cossío, a favor del chuquisaqueño Rodríguez Veltzé, presidente de la Corte Suprema, y se tendría que llamar a elecciones próximamente. Evo Morales ganó las elecciones en el 2005, con un plan de refundar la República mediante convocatoria a elección de una Asamblea Constituyente en Sucre para redactar una nueva constitución. Esta se votó en el 2006, empantanándose durante el 2007 en debatir los temas del texto en borrador, por los choques entre La Paz y Santa Cruz por autonomías, y Sucre y La Paz por capitalía.
No se conciliaron los desacuerdos, y en cambio, resurgieron viejas heridas de la Guerra Federal cuando el partido de gobierno excluyó arbitrariamente el tema de la capitalia de las deliberaciones. La ciudad de Sucre se alzó en protestas, con luchas callejeras e intentos de incendiar la sede de la Asamblea. Ante los problemas, más adelante, se trasladó la deliberación a la universidad de Oruro, donde se aprobó. Esa es la constitución que fue luego aprobada en referéndum el 2009, en la que Sucre siguió con su estatus de capital puramente nominal.
Luego se eligió como gobernadora del departamento a la opositora Savina Cuéllar, de origen indígena quechua. Recientemente, también se ha sometido a referéndum la adopción del modelo de gobierno departamental autónomo, y desaprobado los estatutos del Departamento Autónomo de Chuquisaca. Actualmente los más grandes pozos petroleros en la zona del Chaco son la base de la economía moderna del departamento, junto al turismo y la agricultura, las industrias artesanales y a menor escala la minería, sin dejar de mencionar los ingresos que recibe por las multitud de estudiantes de todas partes que sigue aplicando a la universidad, pues Sucre es, ante todo, una ciudad universitaria y turística.

## Organización territorial

### Provincias
El departamento de Chuquisaca se encuentra conformado por 10 provincias, que a la vez estas se dividen en municipios. Cada provincia tiene como autoridad máxima a su subgobernador, el cual es designado por el gobernador del departamento.
La provincia más poblada del departamento de Chuquisaca es la provincia de Oropeza, con una población de 288 039 habitantes y la menos poblada es la provincia de Belisario Boeto con 11 161 habitantes.
Las 10 provincias que llegan a conformar el departamento de Chuquisaca son las siguientes:
- Provincia de Azurduy.
- Provincia de Belisario Boeto.
- Provincia de Hernando Siles.
- Provincia de Luis Calvo.
- Provincia de Nor Cinti.
- Provincia de Oropeza.
- Provincia de Sud Cinti.
- Provincia de Tomina.
- Provincia de Yamparáez.
- Provincia de Zudáñez.

### Municipios
Cada una de las provincias del departamento se encuentra conformada por municipios, los cuales son los siguientes:
- Provincia de Azurduy.
  - Municipio de Azurduy.
  - Municipio de Tarvita.

- Provincia de Belisario Boeto.
  - Municipio de Villa Serrano.

- Provincia de Hernando Siles.
  - Municipio de Monteagudo.
  - Municipio de Huacareta

- Provincia de Luis Calvo.
  - Municipio de Muyupampa.
  - Municipio de Huacaya
  - Municipio de Macharetí

- Provincia de Nor Cinti.
  - Municipio de Camargo.
  - Municipio de San Lucas.
  - Municipio de Incahuasi.
  - Municipio de Villa Charcas.

- Provincia de Oropeza.
  - Municipio de Sucre.
  - Municipio de Yotala.
  - Municipio de Poroma.

- Provincia de Sud Cinti.
  - Municipio de Villa Abecia.
  - Municipio de Culpina.
  - Municipio de Las Carreras.

- Provincia de Tomina.
  - Municipio de Padilla.
  - Municipio de Tomina.
  - Municipio de Sopachuy.
  - Municipio de Villa Alcalá.
  - Municipio de El Villar.

- Provincia de Yamparáez.
  - Municipio de Tarabuco.
  - Municipio de Yamparáez

- Provincia de Zudáñez.
  - Municipio de Zudánez
  - Municipio de Presto
  - Municipio de Mojocoya .
  - Municipio de Icla.

## Economía

Vista panorámica de la ciudad de Sucre

La rama principal de la economía del departamento son la agricultura y la ganadería. Los mayores cultivos son de trigo, maíz, cebada, legumbres, verduras. Se cultiva en zonas tropicales pimienta, arroz, tabaco. En la mayoría de los animales que se críen vacas, ovejas, cerdos y cabras. En el departamento también hay petróleo y gas natural, extracción que es, respectivamente, 1,85 % y 5,18 % del total de la minería boliviana. Los principales productos industriales: vino, cigarrillos, hilados y cemento.
La principal exportación de productos básicos - gas natural, sus exportaciones representan alrededor del 90 % del departamento de exportación total. Exportan principalmente a Brasil y Argentina. Por otra parte, las exportaciones a leves y México, Colombia, los EE. UU., Perú y Chile.
Las principales importaciones bienes: vehículos, piezas y accesorios, manufacturas diversas. La mayoría de los productos importados de Chile.
| Evolución histórica de la Economía del Departamento de Chuquisaca. Producto interno bruto (PIB) chuquisaqueño 1988-2016 | Evolución histórica de la Economía del Departamento de Chuquisaca. Producto interno bruto (PIB) chuquisaqueño 1988-2016 | Evolución histórica de la Economía del Departamento de Chuquisaca. Producto interno bruto (PIB) chuquisaqueño 1988-2016 | Evolución histórica de la Economía del Departamento de Chuquisaca. Producto interno bruto (PIB) chuquisaqueño 1988-2016 | Evolución histórica de la Economía del Departamento de Chuquisaca. Producto interno bruto (PIB) chuquisaqueño 1988-2016 |
| Año | PIB (en Bolivianos) | PIB (en Dólares) | PIB per cápita | PIB per cápita |
| --- | --- | --- | --- | --- |
| 1988 | Bs 713 millones | USD 303 millones | Bs 1.563 | USD 665 |
| 1989 | Bs 826 millones | USD 307 millones | Bs 1.781 | USD 662 |
| Década de 1990 (Años 90)                                                                                                | | | | |
| 1990 | Bs 1.053 millones | USD 332 millones | Bs 2.235 | USD 705 |
| 1991 | Bs 1.248 millones | USD 348 millones | Bs 2.608 | USD 729 |
| 1992 | Bs 1.369 millones | USD 350 millones | Bs 2.818 | USD 721 |
| 1993 | Bs 1.458 millones | USD 341 millones | Bs 2.955 | USD 692 |
| 1994 | Bs 1.492 millones | USD 322 millones | Bs 2.976 | USD 643 |
| 1995 | Bs 1.682 millones | USD 349 millones | Bs 3.304 | USD 687 |
| 1996 | Bs 1.855 millones | USD 365 millones | Bs 3.586 | USD 706 |
| 1997 | Bs 2.104 millones | USD 400 millones | Bs 4.003 | USD 761 |
| 1998 | Bs 2.444 millones | USD 442 millones | Bs 4.575 | USD 829 |
| 1999 | Bs 2.683 millones | USD 461 millones | Bs 4.944 | USD 849 |
| Década de 2000 (Años 2000)                                                                                              | | | | |
| 2000 | Bs 2.756 millones | USD 445 millones | Bs 4.999 | USD 808 |
| 2001 | Bs 2.846 millones | USD 430 millones | Bs 5.127 | USD 776 |
| 2002 | Bs 2.953 millones | USD 411 millones | Bs 5.285 | USD 737 |
| 2003 | Bs 3.081 millones | USD 402 millones | Bs 5.477 | USD 715 |
| 2004 | Bs 3450 millones | USD 434 millones | Bs 6.091 | USD 767 |
| 2005 | Bs 3.389 millones | USD 420 millones | Bs 5.946 | USD 737 |
| 2006 | Bs 4.199 millones | USD 524 millones | Bs 7.317 | USD 913 |
| 2007 | Bs 4.575 millones | USD 582 millones | Bs 7.920 | USD 1.009 |
| 2008 | Bs 5.585 millones | USD 771 millones | Bs 9.607 | USD 1.327 |
| 2009 | Bs 5.466 millones | USD 778 millones | Bs 9.342 | USD 1.331 |
| Década de 2010 (Años 10)                                                                                                | | | | |
| 2010 | Bs 6.164 millones | USD 878 millones | Bs 10.467 | USD 1.491 |
| 2011 | Bs 7.223 millones | USD 1.040 millones | Bs 12.188 | USD 1.756 |
| 2012 | Bs 8.467 millones | USD 1.225 millones | Bs 14.195 | USD 2.054 |
| 2013 | Bs 10.263 millones | USD 1.485 millones | Bs 17.070 | USD 2.470 |
| 2014 | Bs 11.334 millones | USD 1.652 millones | Bs 18.700 | USD 2.726 |
| 2015 | Bs 11.740 millones | USD 1.711 millones | Bs 19.213 | USD 2.801 |
| 2016 | Bs 11.714 millones | USD 1.707 millones | Bs 19.015 | USD 2.772 |
| Fuente: Instituto Nacional de Estadística de Bolivia INE (2017)                                                         | | | | |

### Agricultura
El departamento produce: maíz, trigo, cebada, papas, legumbres, verduras, hortalizas y frutas en los valles de clima templado y cítricos en sus zonas semicálidas y cálidas. Ganadería: La ganadería tiene índices elevados, cualitativa y cuantitativamente, sobre todo, adquiere importancia el ganado bovino, porcino, caprino y ovino, existiendo también en importancia el equino. Minería e hidrocarburos: Se encuentran yacimientos de cobre, plata y antimonio. Tiene grandes depósitos de caliza, merced a los cuales se desarrolla la industria cementera. El descubrimiento de yacimientos de petróleo y grandes reservas de gas natural, abre nuevas posibilidades económicas al departamento.

### Industria
Produce hilados, sombreros, cigarrillos, embutidos de carne bovina y porcina y golosinas (son muy apreciados por su calidad los chocolates sucrenses). Turismo: Sucre ofrece un amplio campo para el turismo, tanto nacional como internacional. La ciudad capital fue declarada Patrimonio Histórico y Cultural de la Humanidad. Brinda una serie de obras de arte tanto de la arquitectura, escultura y pintura de la época colonial, así como bibliotecas que poseen incalculables obras de gran valor biográfico y etnográfico y casas–museo donde se han acumulado muebles, porcelanas, joyas, etc.

### Vías de comunicación
El departamento de Chuquisaca se comunica con el vecino departamento de Potosí mediante vía férrea y por carretera asfaltada; de la misma manera con Oruro y La Paz. Con Cochabamba no existe, de manera directa todo un tramo asfaltado, pero la carretera de ripio es amplia y estable durante todo el año; desde Epizana la carretera es asfaltada. Se puede también ir vía Mizque hasta Cochabamba. Resulta un poco más corto pero el camino es sólo empedrado. Con Santa Cruz existe todo el tramo asfaltado, por la carretera nueva, vinculando la zona del Chapare con las provincias cruceñas. Sucre se comunica con sus provincias por carreteras de ripio, algunas en no muy buen estado. De todos modos, hay una gran variedad de climas y pisos ecológicos que vale la pena visitar. Aeropuerto: Cuenta con un aeropuerto, lo que permite la conexión con todas las capitales de Bolivia, ya que operan naves grandes.

### Ganadería
Son de gran importancia los ganados bovino, equino, porcino, caprino y ovino.

### Minería
En el departamento hay yacimientos de cobre, plata y antimonio.

## Población
| Municipios chuquisaqueños por población en 2012                                                                           | Municipios chuquisaqueños por población en 2012 | Municipios chuquisaqueños por población en 2012 | Municipios chuquisaqueños por población en 2012 | Municipios chuquisaqueños por población en 2012 | Municipios chuquisaqueños por población en 2012 | Municipios chuquisaqueños por población en 2012 |
| N.º | Municipio                                       | Población Municipal                             | Población de la capital municipal               | Porcentaje Departamental                        | Provincia                                       | Porcentaje Provincial                           |
| --- | ----------------------------------------------- | ----------------------------------------------- | ----------------------------------------------- | ----------------------------------------------- | ----------------------------------------------- | ----------------------------------------------- |
| 1° | Sucre                                           | 261 201                                         | 238.737 (Urbano)                                | 44,93 %                                         | Provincia Oropeza                               | 90,6 %                                          |
| 2° | San Lucas                                       | 32 520                                          | (Rural)                                         | 5,59 %                                          | Provincia Nor Cinti                             | 42,0 %                                          |
| 3° | Monteagudo                                      | 24 303                                          | 11.446 (Urbano)                                 | 4,18 %                                          | Provincia Hernando Siles                        | 74,4 %                                          |
| 4° | Culpina                                         | 17 731                                          | 2.748 (Urbano)                                  | 3,04 %                                          | Provincia Sud Cinti                             | 69,9 %                                          |
| 5° | Poroma                                          | 17 377                                          | (Rural)                                         | 2,98 %                                          | Provincia Oropeza                               | 6,0 %                                           |
| 6° | Tarabuco                                        | 16 944                                          | 2.982 (Urbano)                                  | 2,91 %                                          | Provincia Yamparáez                             | 62,6 %                                          |
| 7° | Villa Charcas                                   | 16 150                                          | 2.842 (Urbano)                                  | 2,77 %                                          | Provincia Nor Cinti                             | 20,8 %                                          |
| 8° | Camargo                                         | 15 644                                          | 5.256 (Urbano)                                  | 2,69 %                                          | Provincia Nor Cinti                             | 20,2 %                                          |
| 9° | Tarvita                                         | 14 261                                          | (Rural)                                         | 2,45 %                                          | Provincia de Azurduy                            | 57,2 %                                          |
| 10° | Incahuasi                                       | 13 056                                          | (Rural)                                         | 2,24 %                                          | Provincia de Nor Cinti                          | 16,8 %                                          |
| 11° | Presto                                          | 12 385                                          | 2.910 (Urbano)                                  | 2,13 %                                          | Provincia de Zudáñez                            | 31,2 %                                          |
| 12° | Zudáñez                                         | 11 362                                          | 4.169 (Urbano)                                  | 1,95 %                                          | Provincia de Zudáñez                            | 28,6 %                                          |
| 13° | Villa Serrano                                   | 11 161                                          | 3.292 (Urbano)                                  | 1,91 %                                          | Provincia de Belisario Boeto                    | 100 %                                           |
| 14° | Azurduy                                         | 10 652                                          | (Rural)                                         | 1,83 %                                          | Provincia de Azurduy                            | 42,7 %                                          |
| 15° | Padilla                                         | 10 383                                          | 3.312 (Urbano)                                  | 1,78 %                                          | Provincia de Tomina                             | 29,2 %                                          |
| 16° | Yamparáez                                       | 10 111                                          | (Rural)                                         | 1,73 %                                          | Provincia de Yamparáez                          | 37,4 %                                          |
| 17° | Muyupampa                                       | 9 720                                           | 3.217 (Urbano)                                  | 1,67 %                                          | Provincia de Luis Calvo                         | 49,3 %                                          |
| 18° | Yotala                                          | 9 461                                           | (Rural)                                         | 1,62 %                                          | Provincia de Oropeza                            | 3,2 %                                           |
| 19° | Tomina                                          | 8 494                                           | (Rural)                                         | 1,46 %                                          | Provincia de Tomina                             | 23,8 %                                          |
| 20° | Huacareta                                       | 8 349                                           | (Rural)                                         | 1,43 %                                          | Provincia de Hernando Siles                     | 25,6 %                                          |
| 21° | Mojocoya                                        | 8 068                                           | (Rural)                                         | 1,38 %                                          | Provincia de Zudáñez                            | 20,3 %                                          |
| 22° | Icla                                            | 7 774                                           | (Rural)                                         | 1,33 %                                          | Provincia de Zudáñez                            | 19,6 %                                          |
| 23° | Macharetí                                       | 7 418                                           | (Rural)                                         | 1,27 %                                          | Provincia de Luis Calvo                         | 37,6 %                                          |
| 24° | Sopachuy                                        | 7 312                                           | 2.142 (Urbano)                                  | 1,25 %                                          | Provincia de Tomina                             | 20,5 %                                          |
| 25° | Villa Alcalá                                    | 4 902                                           | (Rural)                                         | 0,84 %                                          | Provincia de Tomina                             | 13,7 %                                          |
| 26° | El Villar                                       | 4 465                                           | (Rural)                                         | 0,76 %                                          | Provincia de Tomina                             | 12,5 %                                          |
| 27° | Las Carreras                                    | 4 088                                           | (Rural)                                         | 0,70 %                                          | Provincia de Sud Cinti                          | 16,1 %                                          |
| 28° | Villa Abecia                                    | 3 514                                           | (Rural)                                         | 0,60 %                                          | Provincia de Sud Cinti                          | 13,8 %                                          |
| 29° | Huacaya                                         | 2 541                                           | (Rural)                                         | 0,43 %                                          | Provincia de Luis Calvo                         | 12,9 %                                          |
| Población Total Departamental                                                                                             | Población Total Departamental                   | 600.132                                         |                                                 | 100 %                                           |                                                 |                                                 |
| EL INE de Bolivia, considera como urbana a una capital municipal, cuando esta sobrepase mínimamente los 2.000 habitantes. |                                                 |                                                 |                                                 |                                                 |                                                 |                                                 |
| Fuente: Instituto Nacional de Estadísticas de Bolivia (INE) (2014)                                                        |                                                 |                                                 |                                                 |                                                 |                                                 |                                                 |

### Urbanización
Según datos del censo 2012, el departamento tiene la siguiente población:
- Total: 581 347 habitantes
  - Hombres: 295 473
  - Mujeres: 285 874
- Área urbana: 283 128
- Área rural: 298 219

### Grupos étnicos
Los primitivos grupos étnicos que habitaron son: los Quechuas, Chorotis y Chiriguanos. La visita a la región del departamento de Chuquisaca enriquece el conocimiento del valor cultural de los grupos étnicos que conservan su idioma nativo, los conocimientos avanzados en textil, platería y cerámica. Además, descubrir la diversidad de sus paisajes vallunos y balnearios y ríos que invitan al descanso y la práctica de pesca.

### Idioma
Los idiomas que se hablan en el departamento son principalmente español, quechua y una mínima parte guaraní. La siguiente tabla muestra el número de aquellos que pertenecen al grupo reconocido de altavoces.
| Idioma                | Departamento | Bolivia   |
| --------------------- | ------------ | --------- |
| Quechua               | 298 050      | 2 281 198 |
| Aimara                | 4308         | 1 525 321 |
| Guaraní               | 55 330       | 178 575   |
| Otro nativo           | 145          | 49 432    |
| Español               | 376 071      | 6 821 626 |
| Extranjero            | 8840         | 250 754   |
| Sólo nativo           | 122 401      | 960 491   |
| Nativos y español     | 185 598      | 2 739 407 |
| Español y extranjeros | 190 599      | 4 115 751 |

## Educación
En Bolivia los indicadores de educación, sobre todo en el nivel primario muestran grandes avances en los últimos años. A pesar de que su evolución ha sido lenta y que aún no se ha llegado al 100 % de cobertura neta en primaria en el país, esta cifra —cercana al 92 % en 2007— es bastante alentadora en términos de lograr la cobertura universal en los siguientes años.
En el departamento de Chuquisaca, los datos revelan que para 2007, la tasa de cobertura neta en primaria fue de 86,2 %. A pesar de que esta cifra es una de las menores del país, la misma pone de relieve los esfuerzos realizados en el departamento para el logró de la cobertura universal. Aun así, el número de niños chuquisaqueños entre 6 y 13 años que no asistieron a la primaria en 2007 llegó aproximadamente a 18 294(*).
En el caso de la tasa de término a 8.º de primaria se puede observar que la tendencia nacional ha sido positiva en la última década, pasando de 71,5 % en 2001 a 74,7 % en 2007. En Chuquisaca, esta tasa ha permanecido por debajo del promedio nacional, llegando el 2007 a 56,7 %.
Al interior del departamento, se observa que para el 2007, los municipios de Yotala, Mojocoya y El Villar, fueron los únicos municipios que se encontraban con tasas de término superiores al 65 %, mientras que municipios como Las Carreras y Huacaya presentaban tasas de término menores a 35 %.

## Inmigración en el Departamento de Chuquisaca
Los resultados del último censo nacional de Bolivia realizado en el año 2012 lograron demostrar que en el Departamento de Chuquisaca viven alrededor de 4539 extranjeros de más de 21 países diferentes del mundo, tanto del continente de América (Sudamérica y Norteamérica) así como también de Europa y Asia.

### Argentina
Pese a no tener límites fronterizos con Argentina, el grupo más grande de inmigrantes extranjeros que se encuentran viviendo en el Departamento de Chuquisaca provienen de este país austral. De los 4539 inmigrantes internacionales que residen en el departamento, unos 2936 son de nacionalidad argentina, de los cuales 1503 son argentinos (hombres) y 1433 argentinas (mujeres).
A nivel departamental, la comunidad proveniente de Argentina representa al 64,6 % del total de extranjeros que viven dentro del departamento, lo que le convierte en la primera comunidad extranjera más grande del Departamento de Chuquisaca.

### España
El segundo grupo más grande de inmigrantes extranjeros en Chuquisaca provienen de España (Europa). De los 4539 inmigrantes internacionales que residen en el departamento, unos 394 son de nacionalidad española, de los cuales 182 son españoles (hombres) y 212 españolas (mujeres).
A nivel departamental, la comunidad proveniente de España representa a un 8,6 % del total de extranjeros que viven dentro del departamento, que le convierte en la segunda comunidad extranjera más grande del Departamento de Chuquisaca, después de la Argentina.

### Perú
El tercer grupo más grande de inmigrantes extranjeros en Chuquisaca provienen del Perú. De los 4539 inmigrantes internacionales que residen en el departamento, alrededor de 212 son de nacionalidad peruana, de los cuales 107 son peruanos (hombres) y 105 peruanas (mujeres).
A nivel departamental, la comunidad proveniente del Perú representa a un 4,6 % del total de extranjeros que viven dentro del departamento, cifra que la convierte en la tercera comunidad extranjera más grande del Departamento de Chuquisaca, después de la argentina y la española.

### Brasil
El cuarto grupo en importancia de inmigrantes extranjeros en Chuquisaca provienen de Brasil. Existe alrededor de 182 personas de nacionalidad brasileña que en la actualidad se encuentran viviendo en el departamento de los cuales 81 son brasileños (hombres) y 101 brasileñas (mujeres).
A nivel departamental, la comunidad proveniente de Brasil representa a un 4,0 % del total de extranjeros que viven dentro del departamento, cifra que la convierte en la cuarta comunidad extranjera más grande del Departamento de Chuquisaca, después de la argentina, la española y la peruana.

### Alemania
El quinto grupo en importancia de inmigrantes extranjeros en Chuquisaca provienen de Alemania (Europa). Existe alrededor de 120 personas de nacionalidad alemana que en la actualidad se encuentran viviendo en el departamento de los cuales 67 son alemanes (hombres) y 57 alemanas (mujeres).
A nivel departamental, la comunidad proveniente de Alemania representa a un 2,6 % del total de extranjeros que viven dentro del departamento, cifra que lo convierte en la quinta comunidad extranjera más grande del Departamento de Chuquisaca, después de la argentina, la española, la peruana y la brasileña.

## Gobierno
La oficina del jefe ejecutivo de los departamentos de Bolivia (desde mayo de 2010) es el gobernador, hasta entonces, la oficina se llamaba el prefecto, y hasta 2006, el prefecto fue nombrado por el presidente de Bolivia. El actual gobernador, Esteban Urquizu Cuéllar del Movimiento al Socialismo - Instrumento Político por la Soberanía de los Pueblos fue elegido el 4 de abril de 2010.
| Fecha de Inicio          | Fecha en que terminó     | Prefecto / Gobernador   | Partido                  | Notas |
| ------------------------ | ------------------------ | ----------------------- | ------------------------ | --- |
| 23 de enero de 2006      | 30 de agosto de 2007     | David Sánchez Heredia   | Movimiento al Socialismo | Elegido por primera vez prefecto. Elegido en las elecciones generales bolivianas de diciembre de 2005. Dimite temporalmente en medio de tensiones en el campo - ciudad                                                                |
| 30 de agosto de 2007     | 20 de septiembre de 2007 | Adrián Valeriano        | Movimiento al Socialismo | |
| 20 de septiembre de 2007 | 18 de diciembre de 2007  | David Sánchez Heredia   | Movimiento al Socialismo | Huyó del departamento (24 de noviembre), y más tarde el país (4 de diciembre), a raíz de la muerte de tres manifestantes movimiento cívico durante una sesión disputada de la Asamblea Constituyente boliviana. Renuncia en el exilio |
| 18 de diciembre de 2007  | 11 de julio de 2008      | Ariel Iriarte           | Movimiento al Socialismo | |
| 11 de julio de 2008      | 30 de mayo de 2010       | Savina Cuéllar Leaños   | ACI                      | Elegido en la elección especial el 29 de junio, último prefecto |
| 30 de mayo de 2010       | 10 de noviembre de 2019  | Esteban Urquizu Cuéllar | Movimiento al Socialismo | Elegido en las elecciones regionales del primero, el 4 de abril gobernador |

### Asamblea Legislativa
En virtud de la Constitución de 2009, cada departamento boliviano tiene una Asamblea Legislativa elegida Departamental. Las primeras elecciones se llevaron a cabo 4 de abril de 2010. El partido mayoritario en la Asamblea de asociados veintiuno es el Movimiento al Socialismo (MAS-IPSP), con 15 escaños. Cuatro puestos son ocupados por Todos Somos Chuquisaca. Dos asientos fueron seleccionados por el pueblo guaraní a través de usos y costumbres.

#### Estructura
La Asamblea Legislativa Departamental está compuesta por 21 asambleístas titulares y 21 suplentes; 10 asambleístas elegidos por territorio, 9 asambleístas elegidos por población y 2 asambleístas indígena originarios del Pueblo Guaraní, elegidos por usos y costumbres.

#### Estructura Orgánica
La Asamblea Legislativa Departamental tiene la siguiente estructura organizacional:
- Pleno de la Asamblea

Se constituye en la máxima instancia de deliberación y decisión de la Asamblea Legislativa Departamental, conformada por el total de asambleístas en ejercicio, todas y todos iguales en jerarquía, derechos y deberes.
- Directiva

Es la instancia que representa, dirige y regula el normal funcionamiento de la Asamblea Legislativa Departamental. Las y los Asambleístas Departamentales, enmarcados en el Reglamento General de la Asamblea Departamental, vigente desde el 9 de julio de 2010, el mes de mayo eligieron, y el mes de junio posesionaron a la flamante Directiva de la Asamblea Legislativa Departamental
de Chuquisaca por los periodos 2011 – 2012, la misma está compuesta de la siguiente manera:
| Precedencia       | Nombres y Apellidos                  | Representación política |
| ----------------- | ------------------------------------ | ----------------------- |
| Presidencia       | Sr. Pedro Vela Condori               | MAS-I.P.S.P.            |
| Vicepresidencia 1 | Sr. Diego Guevara Sandoval           | MAS-I.P.S.P.            |
| Vicepresidencia 2 | Sr. Marco Antonio Sahonero Gutiérrez | Alianza por Chuquisaca  |
| Secretaría 1      | Sr. Juan Picha Paricagua             | Pueblo Guaraní          |
| Secretaría 2      | Zoot. Eduviges Chamboye Maruanda     | MAS-I.P.S.P.            |

- Comisiones

Están conformadas por las y los asambleístas titulares, son órganos de trabajo, legislación, fiscalización, control, seguimiento y consulta que cumplen funciones específicas.
En la Asamblea Legislativa Departamental hay 7 Comisiones Permanentes y Comisiones Mixtas o No Permanentes que realizan acciones de legislación, fiscalización, control, seguimiento y consulta cuando así se requiere.
Las Comisiones Permanentes son:
- Comisión Desarrollo Productivo
- Comisión Desarrollo Humano y Social
- Comisión de Autonomía
- Comisión de Obras Públicas e Infraestructura
- Comisión Jurídica
- Comisión de Recursos Naturales y Medio Ambiente
- Comisión de Planificación Economía y Finanzas

- Representaciones Políticas y de Pueblos Indígena Originarios

En la Asamblea Legislativa Departamental existen 3 bancadas:
| N.º | Bancada                                   | N.º Asambleista |
| --- | ----------------------------------------- | --------------- |
| 1   | Bancada del Movimientos al Socialismo MAS | 15 Asambleista  |
| 2   | Bancada de Alianza por Chuquisaca A.P.CH  | 4 Asambleista   |
| 3   | Bancada del Pueblo Guaraní                | 2 Asambleista   |

| N.º | Asambleista                           | Partido Político              |
| --- | ------------------------------------- | ----------------------------- |
| 1   | Sr. Diego Guevara Sandoval            | Movimientos al Socialismo MAS |
| 2   | Sr. Domingo Alcibia Rivera            | Movimientos al Socialismo MAS |
| 3   | Sr. Sabino Solís Padilla              | Movimientos al Socialismo MAS |
| 4   | Sr. Juan Picha Paricagua              | Movimientos al Socialismo MAS |
| 5   | Sr. Francisco Javier Humana Medina    | Movimientos al Socialismo MAS |
| 6   | Lic. Deysi Liliana Sánchez Villena    | Movimientos al Socialismo MAS |
| 7   | Lic. Zacarias Carlos Herrera Callejas | Movimientos al Socialismo MAS |
| 8   | Sr. Jaime Cárdenas Mendieta           | Movimientos al Socialismo MAS |
| 9   | Lic. Cristian I. Sanabria Durán       | Movimientos al Socialismo MAS |
| 10  | Ing. Marlene Salina Duran             | Movimientos al Socialismo MAS |
| 11  | Agr. Silvio Oscar Rodas Llanos        | Movimientos al Socialismo MAS |
| 12  | Profa. Justina Martínez Daza          | Movimientos al Socialismo MAS |
| 13  | Lic. Oscar Loredo España              | Movimientos al Socialismo MAS |
| 14  | Sr. Pedro Vela Condori                | Movimientos al Socialismo MAS |
| 15  | Ing. Porfidio Andrés Llanqui Solís    | Movimientos al Socialismo MAS |
| 16  | Sra. Dionicia Coronado Lomar          | Alianza por Chuquisaca A.P.CH |
| 17  | Sr. Marco Antonio Sahonero            | Alianza por Chuquisaca A.P.CH |
| 18  | Dr. Gonzalo Pallares Soto             | Alianza por Chuquisaca A.P.CH |
| 19  |                                       | Alianza por Chuquisaca A.P.CH |
| 20  | Zoot. Eduviges Chambaye Maruanda      | Pueblo Guaraní                |
| 21  | Sr. Justo Molina Barrancos            | Pueblo Guaraní                |

- Unidades de Apoyo Técnico y Administrativo

La Asamblea Legislativa Departamental de Chuquisaca, cuenta con cinco unidades que son:
- Oficialía Mayor
- Asesoría General
- Contabilidad
- Comunicación y Protocolo.
- Archivo y Sistemas y Administrativos

### Símbolos

Bandera de Chuquisaca y Sucre.

El escudo y la bandera del departamento datan de la época hispánica con una larga tradición histórica.

## División administrativa
El Departamento de Chuquisaca está dividido en 10 provincias, que a la vez se dividen en 29 municipios:
| 1  | Oropeza         | Sucre             | 3.943  | 300.765 | 76,28 |                      |         |
| 1  | Oropeza         | Sucre             | 3.943  | 300.765 | 76,28 | 1 Sucre              | 252.836 |
| 1  | Oropeza         | Sucre             | 3.943  | 300.765 | 76,28 | 2 Yotala             | 10.027  |
| 1  | Oropeza         | Sucre             | 3.943  | 300.765 | 76,28 | 3 Poroma             | 17.869  |
| 6  | Azurduy         | Azurduy           | 4.185  | 27.973  | 6,68  |                      |         |
| 6  | Azurduy         | Azurduy           | 4.185  | 27.973  | 6,68  | 4 Azurduy            | 12.162  |
| 6  | Azurduy         | Azurduy           | 4.185  | 27.973  | 6,68  | 5 Tarvita            | 16.917  |
| 3  | Zudáñez         | Villa Zudáñez     | 3.738  | 34.640  | 9,27  |                      |         |
| 3  | Zudáñez         | Villa Zudáñez     | 3.738  | 34.640  | 9,27  | 6 Villa Zudáñez      | 7.932   |
| 3  | Zudáñez         | Villa Zudáñez     | 3.738  | 34.640  | 9,27  | 7 Presto             | 9.747   |
| 3  | Zudáñez         | Villa Zudáñez     | 3.738  | 34.640  | 9,27  | 8 Villa de Mojocoya  | 8.387   |
| 3  | Zudáñez         | Villa Zudáñez     | 3.738  | 34.640  | 9,27  | 9 Icla               | 10.173  |
| 5  | Tomina          | Padilla           | 3.947  | 38.359  | 9,27  |                      |         |
| 5  | Tomina          | Padilla           | 3.947  | 38.359  | 9,27  | 10 Padilla           | 13.079  |
| 5  | Tomina          | Padilla           | 3.947  | 38.359  | 9,27  | 11 Tomina            | 10.098  |
| 5  | Tomina          | Padilla           | 3.947  | 38.359  | 9,27  | 12 Sopachuy          | 8.035   |
| 5  | Tomina          | Padilla           | 3.947  | 38.359  | 9,27  | 13 Villa Alcalá      | 4.381   |
| 5  | Tomina          | Padilla           | 3.947  | 38.359  | 9,27  | 14 El Villar         | 4.702   |
| 9  | Hernando Siles  | Monteagudo        | 5.473  | 37.035  | 6,77  |                      |         |
| 9  | Hernando Siles  | Monteagudo        | 5.473  | 37.035  | 6,77  | 15 Monteagudo        | 28.434  |
| 9  | Hernando Siles  | Monteagudo        | 5.473  | 37.035  | 6,77  | 16 Huacareta         | 10.576  |
| 2  | Yamparáez       | Tarabuco          | 1.472  | 28.797  | 19,56 |                      |         |
| 2  | Yamparáez       | Tarabuco          | 1.472  | 28.797  | 19,56 | 17 Tarabuco          | 20.627  |
| 2  | Yamparáez       | Tarabuco          | 1.472  | 28.797  | 19,56 | 18 Yamparáez         | 10.097  |
| 7  | Nor Cinti       | Camargo           | 7.983  | 71.084  | 8,90  |                      |         |
| 7  | Nor Cinti       | Camargo           | 7.983  | 71.084  | 8,90  | 19 Camargo           | 14.882  |
| 7  | Nor Cinti       | Camargo           | 7.983  | 71.084  | 8,90  | 20 San Lucas         | 34.001  |
| 7  | Nor Cinti       | Camargo           | 7.983  | 71.084  | 8,90  | 21 Incahuasi         | 15.794  |
| 7  | Nor Cinti       | Camargo           | 7.983  | 71.084  | 8,90  | 22 Villa Charcas     | 17.864  |
| 8  | Sud Cinti       | Villa Abecia      | 5.484  | 24.010  | 4,38  |                      |         |
| 8  | Sud Cinti       | Villa Abecia      | 5.484  | 24.010  | 4,38  | 23 Villa Abecia      | 3.386   |
| 8  | Sud Cinti       | Villa Abecia      | 5.484  | 24.010  | 4,38  | 24 Culpina           | 18.180  |
| 8  | Sud Cinti       | Villa Abecia      | 5.484  | 24.010  | 4,38  | 25 Las Carreras      | 3.831   |
| 4  | Belisario Boeto | Villa Serrano     | 2.000  | 12.237  | 6,12  |                      |         |
| 4  | Belisario Boeto | Villa Serrano     | 2.000  | 12.237  | 6,12  | 26 Villa Serrano     | 12.237  |
| 10 | Luis Calvo      | Villa Vaca Guzmán | 13.299 | 22.275  | 1,67  |                      |         |
| 10 | Luis Calvo      | Villa Vaca Guzmán | 13.299 | 22.275  | 1,67  | 27 Villa Vaca Guzmán | 11.743  |
| 10 | Luis Calvo      | Villa Vaca Guzmán | 13.299 | 22.275  | 1,67  | 28 Huacaya           | 2.608   |
| 10 | Luis Calvo      | Villa Vaca Guzmán | 13.299 | 22.275  | 1,67  | 29 Macharetí         | 8.460   |

## Turismo
Las atracciones turísticas más importantes son, entre otras, la ciudad de Sucre con su casco antiguo perfectamente conservado del siglo XVI con edificios incluidos en la Lista del Patrimonio Mundial, así como la ciudad de Tarabuco, ubicada a 60 kilómetros fuera de Sucre. En ese lugar se festeja al festival de pujllay (también conocido como Pujllay de Tarabuco ) en marzo y los indios bazar, que tiene lugar todos los domingos. Cerca de Sucre se encuentra Cal´Orko , que cuenta con más de 5.000 pies de dinosaurios pertenecientes a 290 especies.

### Principales fiestas
- Pujllay de Tarabuco: 2.º domingo marzo
- Fiesta Virgen de Guadalupe: 8 de septiembre
- Todos Santos y Difuntos: 1-2 noviembre
- Fiesta de Navidad en Villa Serrano: 24 de diciembre
- Carnaval Padillense Mejor Carnaval Chuquisaqueño (movible) febrero - marzo

## Gastronomía
- Chorizos Chuquisaqueños:  Los chorizos criollos constituyen el típico alimento que se sirve antes del mediodía y que suelen acompañarse con cerveza negra.
- Empanadas:  Las empanadas son una parte importante de la tradicional gastronomía chuquisaqueña y se comen a media mañana.
- Fritanga: Plato preparado con carne de cerdo, ají colorado, cebolla y mote blanco.
- Mondongo: Mote de maíz cocido, piel de chancho y ahogado. Acompaña a la carne de chancho.
- Karapecho: Plato elaborado con charque seco, papa y mote.
- Coco de Pollo: Pollo, chicha, condimentos.
- Sulka: Carne de res, maíz, ensalada de lechuga, tomate y cebolla.